# Азатское водохранилище
Азатское водохранилище (арм. Ազատի ջրամբար, Завашенское водохранилище) — водохранилище, расположенное в Армении, в Араратской области, выше села Ланджазат. Объём составляет 70 млн м³. Высота над уровнем моря 1050 м.
Водохранилище построено на реке Азат, включённой в список объектов всемирного наследия ЮНЕСКО.
Вода используется для орошения Араратской равнины.

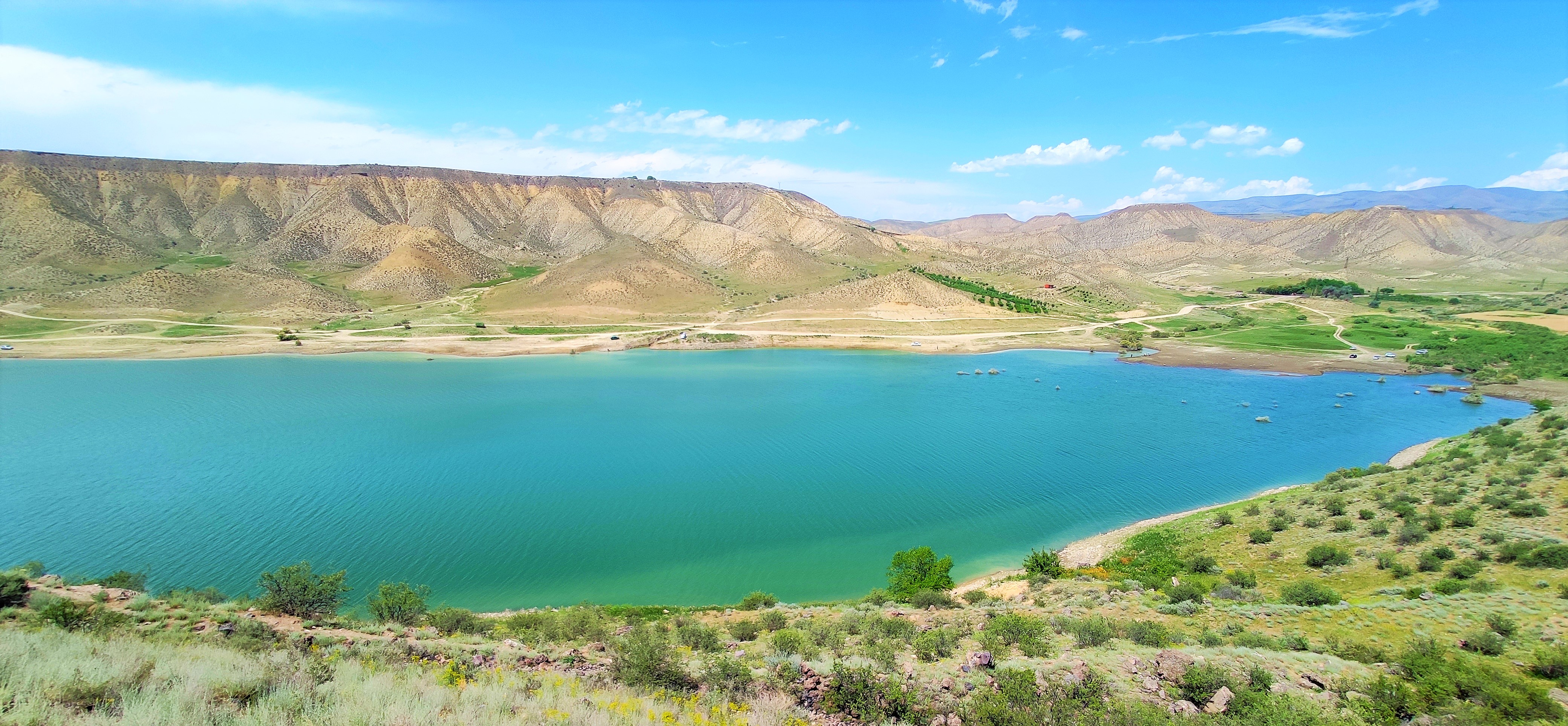
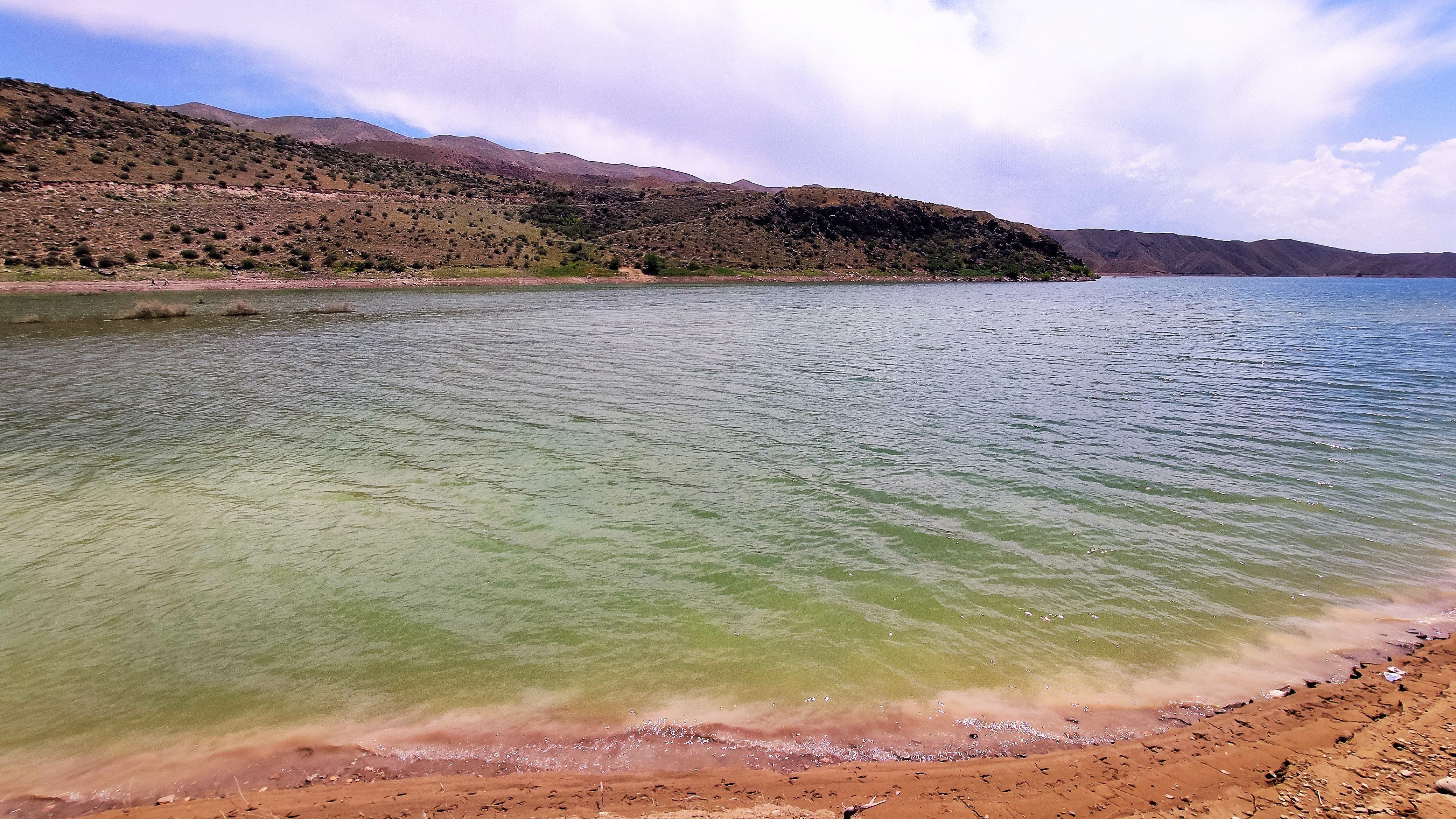
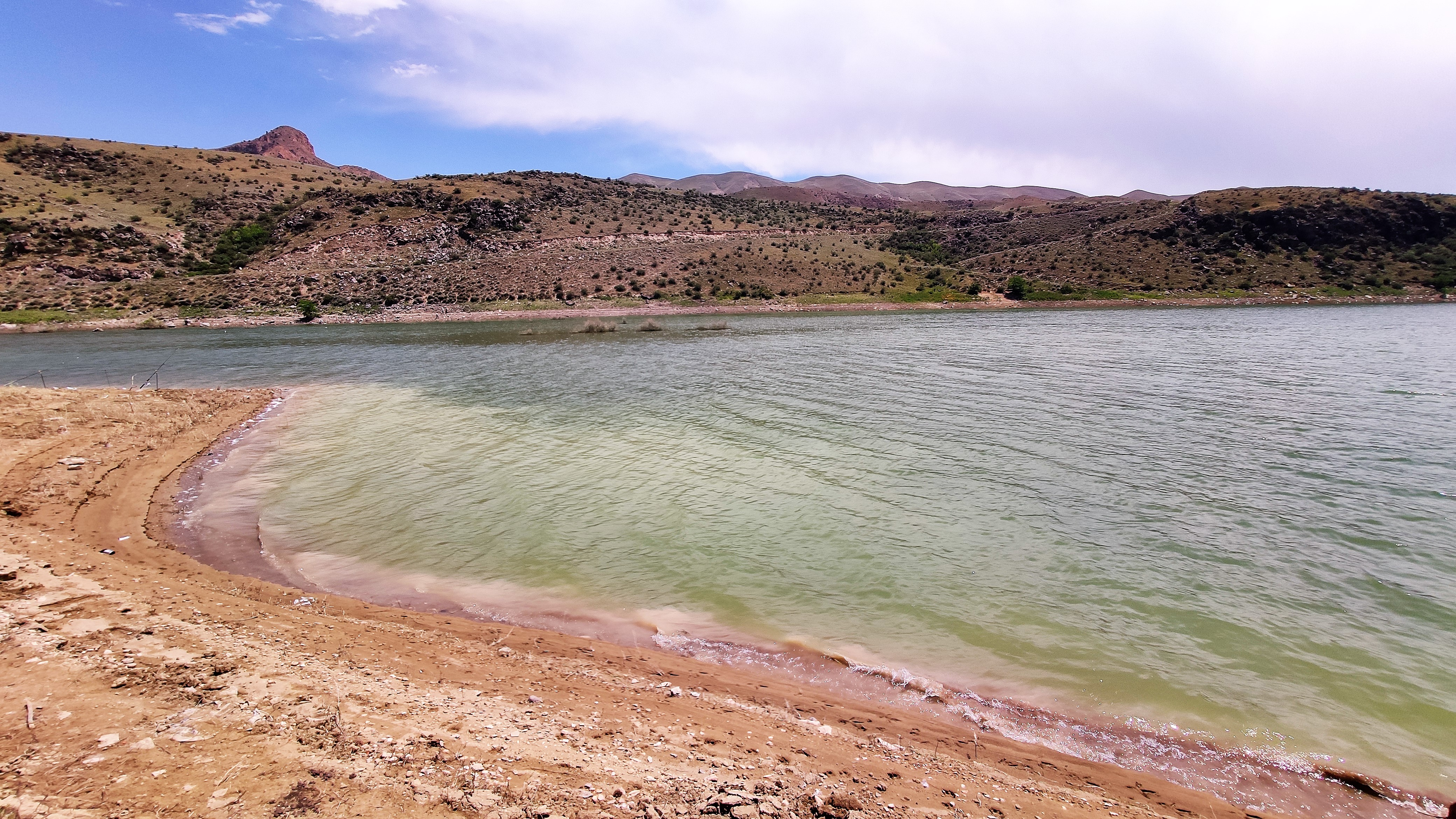
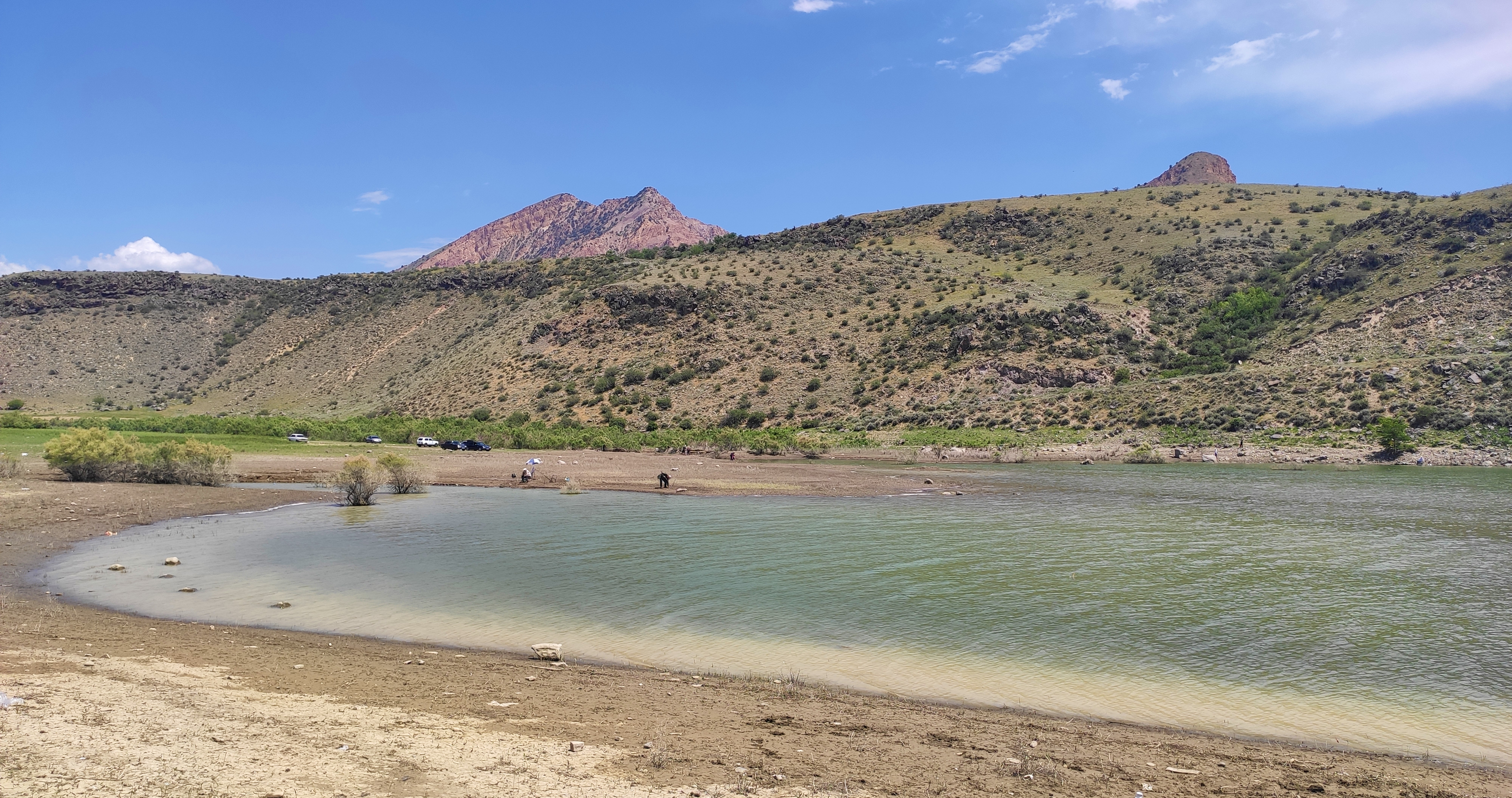
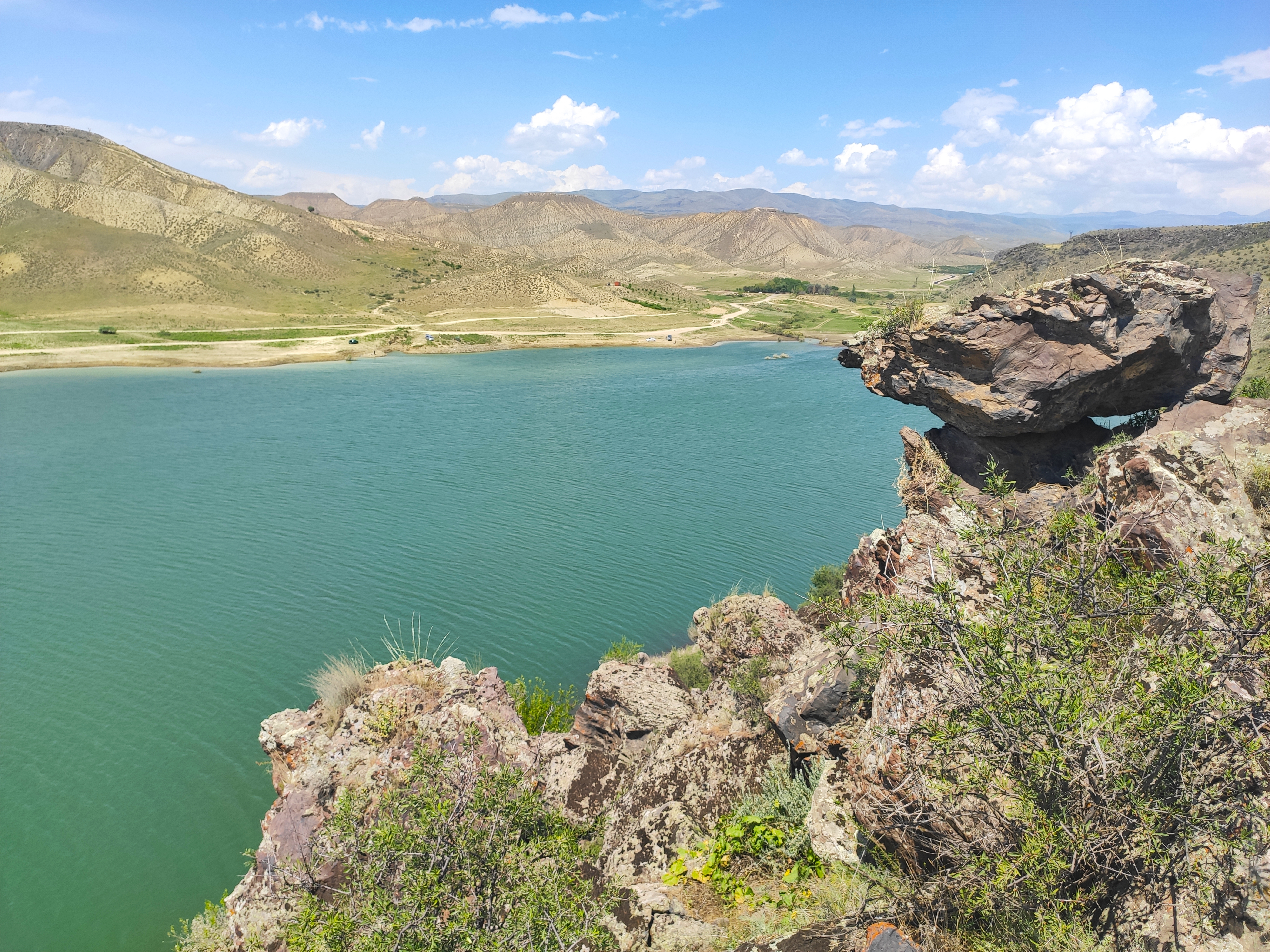
мини